# Libanon i olympiska vinterspelen 2006
Libanon deltog med tre deltagare vid de olympiska vinterspelen 2006 i Turin. Ingen av landets deltagare erövrade någon medalj.